# USS PC-558
USS PC-558 – amerykański ścigacz okrętów podwodnych typu PC-461 z okresu II wojny światowej.
Stępkę jednostki położono 31 października 1941 w stoczni Luders Marine Construction Co. w Stamford. Zwodowano ją 13 września 1942. Weszła do służby 19 listopada 1942 i została przydzielona na atlantycki i śródziemnomorski teatr walk.
9 maja 1944 PC-558 patrolował wody na północ od Palermo na Sycylii. Obserwatorzy spostrzegli pleksiglasową osłonę i ogon żywej torpedy Neger w odległości 3000 jardów od okrętu. Po ostrzelaniu wroga z dział kal. 40 i 20 mm i zrzuceniu dwóch bomb głębinowych ścigacz zatopił pojazd wroga i wziął do niewoli Oberfähnricha Waltera Schulza. Do PC-588 dołączył później PC-626; wspólnie odnaleźli kolejnego Negera. Po kolejnym ataku z wykorzystaniem działa i bomb głębinowych wróg został zniszczony, a kierowca pojazdu wzięty do niewoli. PC-588 został później zniszczony po trafieniu pojedynczą torpedą wystrzeloną przez U-Boota U-230. Sąsiedni PC-1235 został ostrzelany trzy razy torpedami, ale za każdym razem nie trafiły one do celu. PC-1235 wyszedł z zasięgu U-230 i powrócił na miejsce zatopienia PC-558 (38°41′N 13°43′E/38,683333 13,716667) i uratował trzydziestu rozbitków.